# G5 del Sahel
El G5 del Sahel o G5S (francés: G5 du Sahel) es un marco institucional de coordinación y seguimiento de cooperación regional para políticas de desarrollo y seguridad creado el 16 de febrero de 2014, actualmente inactivo.
Inicialmente, cinco estados del Sahel formaban parte del grupo: Burkina Faso, Chad, Malí, Mauritania y Níger. Desde febrero de 2018 su Secretario Permanente es Maman S. Sidikou.
El Presidente en ejercicio es el presidente de Mauritania. La organización tiene su sede central en Nuakchot y su secretario general permanente es: Najim Elhadj Mohamed de Níger, elegido el 19 de diciembre de 2014 en una cumbre extraordinaria celebrada en Nuakchot.
El G5 Sahel proporcionaba un marco de coordinación para dar respuestas de dimensión regional a temas comunes de la región: flujos migratorios, radicalización y el extremismo violento o el crimen organizado transnacional. Surgió como la contrapartida política y económica del Sahel de la fallida operación militar francesa Barkhane.
El 15 de mayo de 2022, Malí anunció que abandonaba la alianzacomo protesta por el hecho de que no se le permitió asumir presidencia del grupo en su momento argumentando la situación política interna.
A su vez, el 3 de diciembre de 2023, Niger y Burkina Faso anunciaron su retirada de la alianza, luego de que ambos países hayan caído bajo gobierno militar bajo cuestionamientos de la comunidad internacional.
Tres días después, el 6 de diciembre de 2023, los restantes miembros de la alianza (Chad y Mauritania) anunciaron el inminente proceso de disolución de la alianza tras las sucesivas renuncias de 3 de los 5 miembros fundadores.

## Historia
La organización se creó en una cumbre de jefes de Estado de Mauritania, Mali, Níger, Chad y Burkina Faso celebrada del 15 al 17 de febrero de 2014 en Nuakchot. 
Los presidentes que participaron en la cumbre fueron Mohamed Ould Abdel Aziz (Mauritania), Blaise Compaoré (Burkina Faso), Idriss Déby (Chad), Mahamadou Issoufou (Níger) y Ibrahim Boubacar Keïta (Malí).

## Objetivos
Los cinco países se comprometieron a elaborar un programa de inversiones prioritarias y un listado de "proyectos estructurales" con especial énfasis en seguridad, infraestructuras (transporte, energía, telecomunicaciones o recursos hídricos), seguridad alimentaria y adaptación al cambio climático. 
Organizaba reuniones a diferentes niveles, en el ámbito militar fue a nivel de jefes de Estado Mayor de los ejércitos. 

## Reuniones

### Creación Nuakchot, diciembre de 2014
- El 19 de diciembre de 2014 se celebró en Nuakchot una Cumbre Extraordinaria de los 5 jefes de Estado miembros del G5S. Firmaron el texto jurídico de creación del G5S y la formulación del Programa de Inversión Prioritaria 2015-2017 por un montante de 7.208 miles de millones francos FCFA, entre otras decisiones.[7] Paralelamente se organizó la primera operación militar conjunta entre las fuerzas de la Operación Barkhane, Níger y Chad en una zona situada en la frontera entre Libia con Níger y Chad. Véase el apartado: El G5 Sahel en el marco militar y de seguridad.
- El 14 de mayo de 2015 se celebró la segunda reunión de Ministros del Interior del G5 Sahel en Niamey (Níger) con la participación de los Ministros del Interior español y francés. En dicha reunión, el debate estuvo centrado en la lucha contra la radicalización, el terrorismo yihadista y el tráfico de seres humanos.[8][9]

### Segunda Cumbre de jefes de Estado
- El 21 de noviembre de 2015 Yamena, la capital de Chad, acogió la segunda cumbre de jefes de Estado del G5 Sahel. En la reunión, centrada en seguridad y desarrollo y realizada tras el ataque del hotel Radisson de Bamako se acordó la creación de una fuerza militar conjunta. Además de ello decidieron la creación de un comité de defensa y de seguridad y de una plataforma de cooperación en materia de seguridad.[10] También acordaron la creación de una escuela regional de estudios de la defensa, el establecimiento de una compañía aérea regional y la construcción de una línea ferroviaria que facilite los intercambios entre los países de la región.[11] Los jefes de Estado pidieron también a los ministros de los países miembro que organizaran una reunión de inmediato para terminar la estrategia de desarrollo y de seguridad y el programa de inversiones prioritarias, dos programas indispensables -decía el mandato- para lograr que los jóvenes del Sahel se alejaran de organizaciones como AQMI u Boko Haram.[10] Asistió a la cumbre el Secretario de Estado de Asuntos Exteriores Español Ignacio Ibáñez.[12]

### Cumbre 2017 Bamako
- El 2 de julio de 2017 se celebró en Bamako una nueva cumbre presidida por el maliense Ibrahim Boubacar Keïta, presidente en ejercicio del G5 Sahel en la que participan Emmanuel Macron (Francia), Idriss Déby Itno (Tchad), Mohamed Ould Abdelaziz (Mauritanie), Roch Marc Christian Kaboré (Burkina Faso) y Mahamadou Issoufou (Níger). Se concreta la idea de una fuerza regional apoyada por París que fue relanzada el 6 de febrero en una cumbre de Bamako.[13]

### Cumbre 2020 Pau
- Celebrada en Pau (Francia) el 13 de enero de 2020 y auspiciada por el presidente Macron se anunció la creación de la Coalición por el Sahel, formada por el G5 Sahel, Francia y los países implicados en la seguridad de la zona. Esta Coalición se basa en cuatro pilares: reforzar la lucha contra el terrorismo, reforzar las capacidades militares de los Estados miembros, asegurar la presencia del Estado en el conjunto del territorio y asegurar una política de ayuda al desarrollo.[14][15]

### VII Cumbre 2021 Yamena
Celebrada en Yamena (Chad) el 15 y 16 de febrero de 2021. Se da el relevo de la presidencia a Mauritania. Se reconoció  la importancia de la aplicación del Acuerdo de Paz de 2015 en Mali y la importancia de fomentar el diálogo intercomunitario.
Francia tuvo como objetivo reducir su presencia a través de dos vías: la "internacionalización", con nuevo grupo de fuerzas especiales Takuba, en el que participaron varias decenas de estonios, checos y suecos, y la "sahelización", es decir el paso del testigo a los ejércitos nacionales locales, entrenados por Francia y la Unión Europea. 

## El G5 Sahel en el marco militar y de seguridad

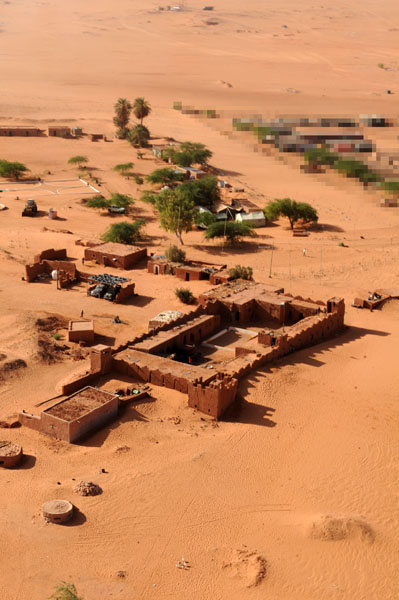
Fuerte de Madama

El G5S aparece como la contrapartida política y económica del Sahel de la operación militar francesa Barkhane. Contribuye a mejorar la coordinación de las actividades de seguridad y defensa de los Estados del G5 Sahel a nivel regional. Según el Ministerio de Defensa francés "La Operación Barkhane incluye 3.000 militares cuya misión, en colaboración con los países del G5 Sahel, es luchar contra los grupos armados terroristas en la franja del Sahel-Sahara."
En diciembre de 2014, el G5S solicitó al Consejo de Seguridad de la ONU el establecimiento, de acuerdo con la Unión Africana, de una fuerza internacional para "neutralizar los grupos armados, ayudar a la reconciliación nacional y establecer instituciones democráticas estables en Libia." El 21 de diciembre de 2014, Argelia anunció su oposición a la propuesta por considerarla una injerencia interna.
Del 20 al 27 de diciembre de 2014, se desarrolló una primera operación militar conjunta entre las fuerzas de la Operación Barkhane, Níger y Chad en una zona situada en la frontera entre Libia con Níger y Chad. Esta operación, denominada "Mangouste" está dirigida desde un puesto de mando tripartito situado en el fuerte de Madama. El 24 de diciembre de 2014, el fuerte y la operación reciben la visita de los generales Seyni Garba, Brahim Mahamat Seid y Pierre de Villiers, respectivamente jefes de Estado Mayor (CEMA) de Níger, Chad y Francia.
Desde 2017 existe el proyecto europeo GAR-SI Sahel, liderado por España con el objetivo de crear unidades de élite en países del Sahel capaces de garantizar la seguridad interior.

### Creación de una fuerza regional
En la cumbre de noviembre de 2015 se anunció la formación de una fuera militar antiterrorista conjunta. El proyecto quedó suspendido hasta que se reactivó en la cumbre del 6 de febrero de 2017.
En junio de 2017,  Francia solicitó al Consejo de Seguridad de las Naciones Unidas autorización para el desplazamiento de la fuerza del G5 Sahel. El presupuesto de esta fuerza se estimó en 400 millones de euros. La Unión Europea se comprometía a apoyar con 50 millones de euros. La propuesta fue apoyada por Rusia y China pero Reino Unido y Estados Unidos dudaban por cuestiones de financiación. El 20 de junio de estableció un acuerdo entre Francia y Estados Unidos. El 21 de junio el Consejo de Seguridad adoptó una resolución "celebrando el despliegue" de esta fuerza pero sin otorgarle un mandato de la ONU.
El 2 de julio de 2017, la cumbre del G5 del Sahel se reunió en Bamako y marcó el lanzamiento oficial de la fuerza militar conjunta transfronteriza - FC-G5S - compuesta de cinco batallones de 750 hombres, es decir un batallón por país. Los dirigentes del G5 Sahel esperan que esa fuerza pueda llegar a 10 000 hombres. Su objetivo principal se sitúa en la lucha contra los grupos yihadistas, pero también es responsable de la intervención en el tráfico de droga, de armas y de migrantes.
Bajo el mando del general Didier Dacko, esta fuerza dispone del derecho de perseguir traspasando las fronteras. El Liptako-Gourma, también conocido como la "zona de las tres fronteras", en el cruce de territorios de Malí, Níger y de Burkina Faso está considerada como la zona prioritaria.  El presidente del Chad, Idriss Déby, amenaza sin embargo retirar a sus tropas de Malí y de Nigéria, estimando que no ha tenido suficiente financiación. A pesar de las peticiones, Argelia rechazó implicarse en la región.

## G5 Sahel y el enfoque de desarrollo sostenible
El G5S tuvo entre sus principales objetivos además del militar el desarrollo sostenible a través de la creación de infraestructuras, la promoción del desarrollo económico y humano. 

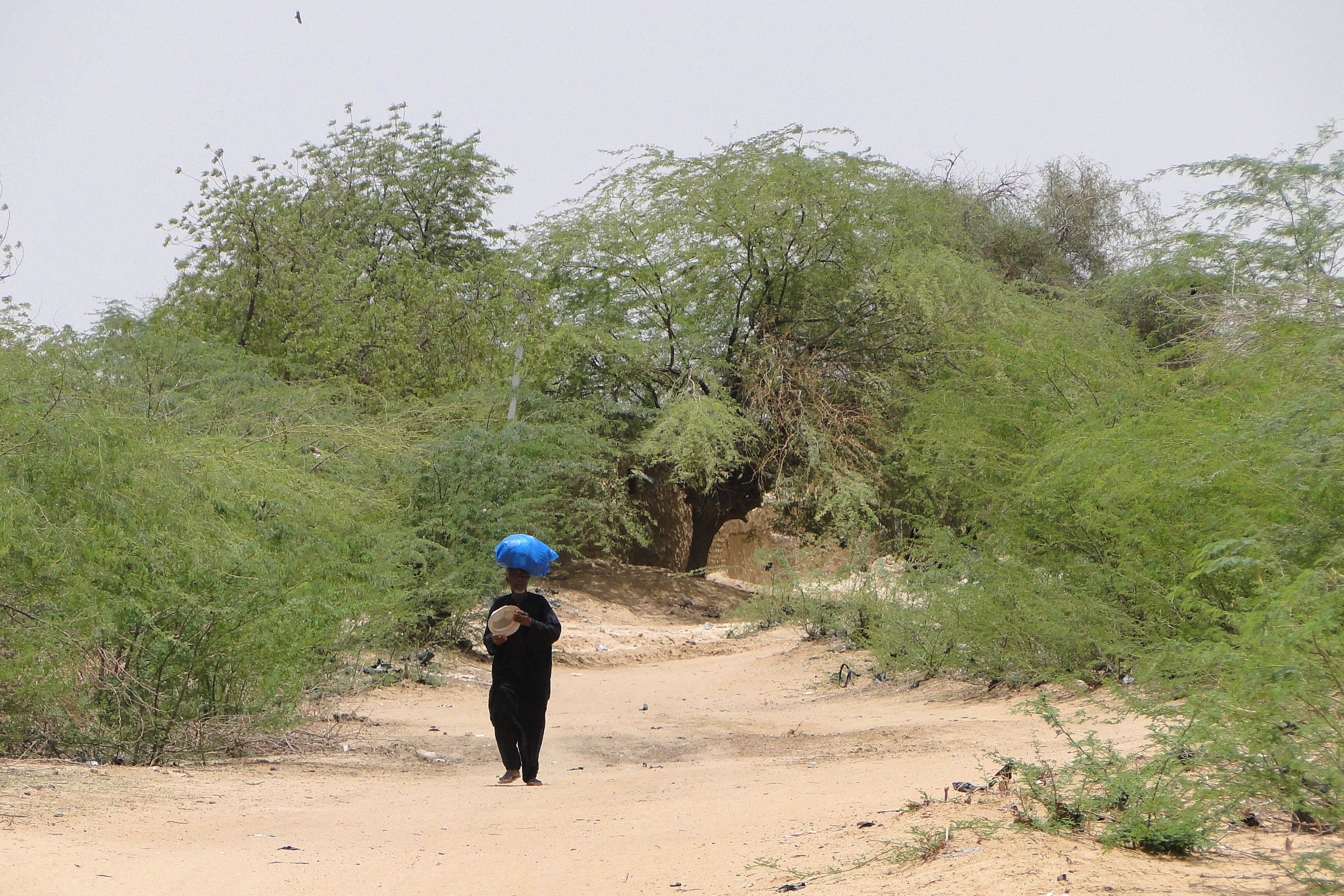
Sahel de Burkina Faso.

Pidió el apoyo de todos los actores de desarrollo interesados en la región, incluyendo el grupo del Banco Mundial, la cooperación bilateral y las organizaciones de desarrollo islámicas.
Se estableció un Programa de Inversiones Prioritarias (PIP) para las necesidades de desarrollo en gobernanza, seguridad,  recuperación económica e infraestructuras, por una suma de $ 14.8 mil millones de dólares para completarlo. El Banco Mundial apoyó la creación de un secretariado (económico) del G5S en Niamey.

## El G5 Sahel y las organizaciones subregionales
El G5 se estableció en el marco del desarrollo económico y lucha contra el terrorismo regional a pesar de que cada uno de los Estados miembro pertenecieron a su vez a otras organizaciones alineadas en espacios políticos y estratégicos diferentes: Mauritania con el Magreb y el mundo árabe, Mali, Burkina Faso y Níger con África Occidental y Chad con África Central.
En términos de la integración económica y el desarrollo:
- Mauritania es un miembro de la Unión del Magreb Árabe
- Malí, Níger y Burkina Faso son miembros de la UEMOA y la CEDEAO
- Chad es miembro de la CEMAC

La lucha contra el blanqueo de capitales y la financiación del terrorismo se dividió entre tres organismos de cooperación subregional:
- Malí, Níger y Burkina Faso son miembros de GIABA, Grupo Intergubernamental de Acción contra el Blanqueo de Dinero (y financiación del terrorismo) en África Occidental que reúne a 16 países de África occidental, también miembros de la CEDEAO[30]
- Mauritania es miembro de la organización GAFIMOA /MENAFATF[31] con los países del Magreb y el mundo árabe
- Chad es miembro de GABAC, una organización dependiente de la CEMAC creada en el año 2000.

Solo el CILSS - Comité Permanente Interestatal para la Lucha contra la Sequía en el Sahel tiene la lógica territorial del G5S ampliada a algunos países de África occidental.

## Relaciones con la Unión Europea
Contó con el apoyo de la UE que se ha manifestado dispuesta a crear un “partenariado especial” tras la visita a Bruselas en junio de 2015 de los 5 ministros de asuntos exteriores de Mauritania, Níger, Burkina Faso, Mali y Chad y del Secretario Permanente del G5 Sahel.

## Derechos Humanos
El 16 de julio de 2020 surgió la "Coalición ciudadana para el Sahel" formada por organizaciones de la sociedad civil basadas en Burkina Faso, Malí, Níger, en la región del Sahel y a nivel internacional reclamando situar la protección de la población civil y la seguridad humana en el corazón de la respuesta en el Sahel. Plantea que toda intervención sea militar, humana de desarrollo o para asegurar reforzar el Estado debe ser evaluada desde la perspectiva de proteger mejor a las poblaciones afectadas por el conflicto sin discriminación. También debe incluir la prevención y reducción de la violencia, en particular la violencia de género y la pertenencia a la comunidad, e incluir sistemas de alerta temprana para prevenir crímenes atroces y evitar la estigmatización de las comunidades.
En abril de 2021 la Coalición publicó un documento con recomendaciones para la actuación en el Sahel: "Sahel: Ce qui doit changer. Pour une nouvelle approche centrée sur les besoins des populations" (Sahel: Lo que debe cambiarse. Por un nuevo acercamiento centrado en las necesidades de las poblaciones) apoyado por 48 organizaciones del Sahel, de África del Oeste e internacionales". En el informe se destaca que el año 2020 ha sido el informe más mortífero de los últimos años. Entre 2017 y 2020 los ataques contra civiles se han multiplicado por siete. Según las cifras de la ONG Acled el número de muertos entre civiles y sospechosos no armados ha pasado de 346 a 2440.

### Violencia contra las mujeres
- Violaciones a civiles en Níger por parte de militares del Chad del G5 Sahel y de comportamientos inadecuados (soldados del 8 batallón basado en Téra) confirmadas por la Comisión nacional de Derechos Humanos de Níger en abril de 2021. Se trataría de tres casos, una niña de 11 años y dos mujeres una de 23 años y otra de 32 años.[36] El Ministerio de Exteriores de Chad reconoció los hechos considerándolo "un caso aislado".[37]

## Controversia
Algunos analistas en seguridad de la zona consideran que el G5 Sahel pudo haber tenido sus limitaciones dado que no han sido invitados países clave como Argelia. Tampoco se ha contado con Senegal, Sudán o Libia.
Mali, Mauritania, Níger y Argelia crearon en abril de 2010 el Cémoc (Comité de Estado Mayor Operacional Conjunto) basado en Tamanrasset (sur de Argelia) que dispone de un centro de información de seguridad en Argel y se reúne cada seis meses. Hasta 2014 esta organización nunca ha desarrollado operaciones conjuntas transfronterizas.
En 2022, Chad, que ostenta la presidencia del G5 Sahel, debe ceder el paso a Malí, que debe tomar el relevo. Pero algunos países de la alianza se oponían a la presidencia de Mali debido a la situación política del país (que había vivido dos golpes de Estado en agosto de 2020 y mayo de 2021). En respuesta a esta oposición, las autoridades malienses anunciaron en un comunicado de prensa firmado por el Ministerio de Administración Territorial y Descentralización y emitido por la televisión pública el 15 de mayo de 2022 que "el gobierno de Mali ha decidido retirarse de todos los órganos y autoridades del G5 Sahel, incluida la Fuerza Conjunta" y denunciaron la "instrumentalización". En agosto de 2023, el presidente mauritano Mohamed Ould Ghazouani, que preside el G5 Sahel, declaró que "lamentaba la retirada de Mali" y que "esperaba que fuera muy temporal".